# 粟佐橋

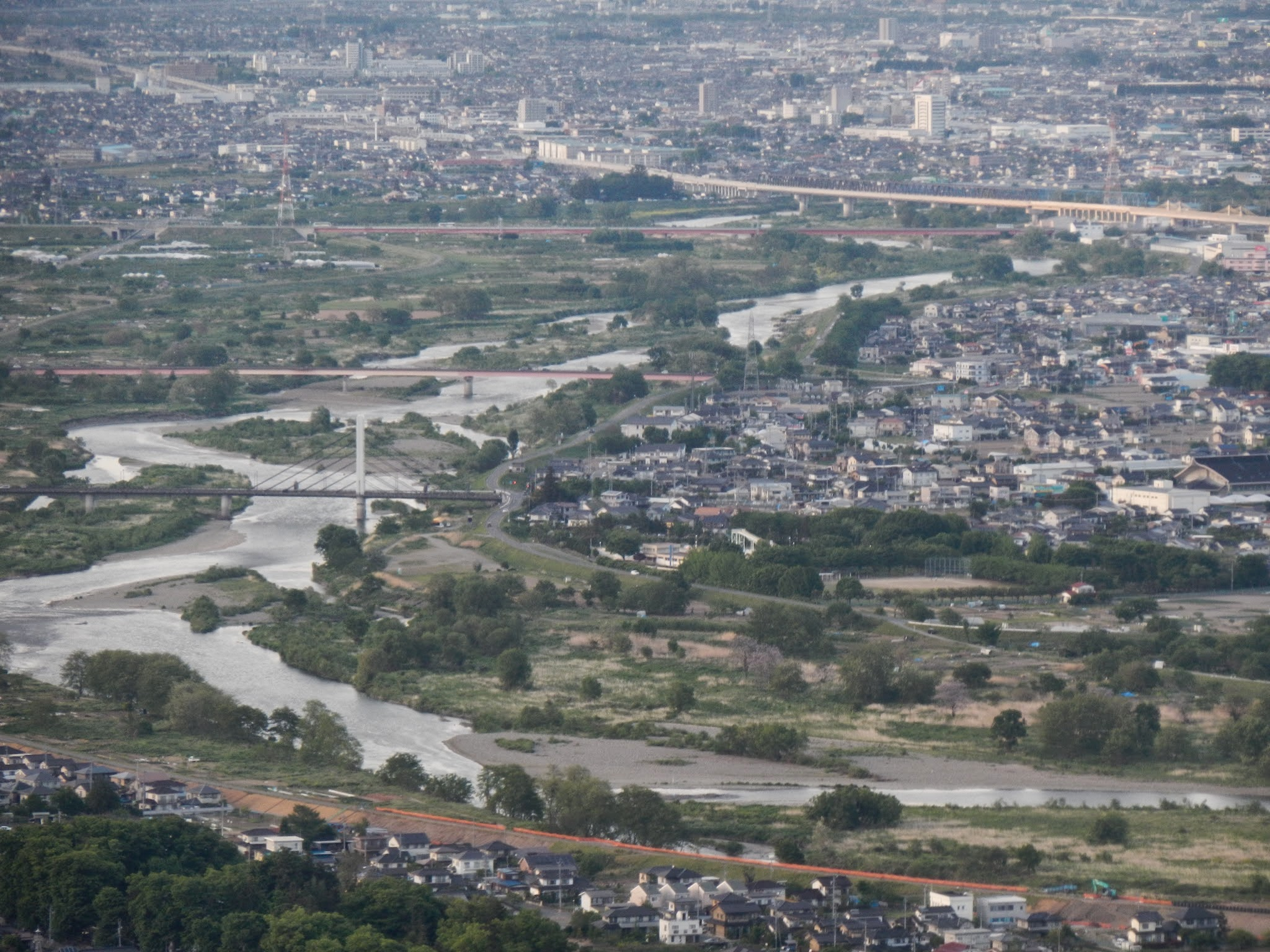
姨捨から望む千曲川。上流（左手前）から順に千曲橋、粟佐橋、長野自動車道千曲川橋、北陸新幹線第三千曲川橋梁。

粟佐橋（あわさばし）は、長野県千曲市の千曲川に架かる千曲市道3110号線の橋長428.5 m（メートル）の桁橋。

## 概要
右岸側の低水敷部分には箱桁橋を、左岸側の高水敷部分には鈑桁橋を採用している。
- 形式 - 鋼4径間連続鈑桁橋+鋼4径間連続箱桁橋
- 橋格 - 1等橋(TL-20)
- 橋長 - 428.500 m
  - 支間割 - ( 4×42.750 m ) + ( 4×63.850 m )
- 幅員
  - 総幅員 - 12.800 m
  - 有効幅員 - 12.000 m
  - 車道 - 7.000 m
  - 歩道 - 両側2.500 m
- 床版 - 鉄筋コンクリート
- 鋼重 - 1345.388 t
- 施工 - 石川島播磨重工業[注釈 1]・駒井鐵工所[注釈 2]・櫻田機械工業[注釈 3]・住友重機械工業・宮地鐵工所[注釈 4]・横河橋梁製作所[注釈 5]
- 架設工法 - 自走クレーン・ベント工法

## 歴史
1852年（嘉永5年）の絵図には粟佐の渡船は記されておらず、長野県町村誌の西船山村・塩崎村の両頁にも記載はないが1882年（明治15年）の長野県町村誌付図の西船山村全村図において舟橋が描かれている。
1888年（明治21年）3月に舟橋の上流に橋長136 m、幅員2.1 mの木橋が架橋された。1894年（明治27年）1月に幅員が幅員3.8 mとなった。
1906年（明治39年）7月16日に千曲川洪水ため、流失。
1920年（大正9年）に橋長237.20 m、幅員2.7 mの木橋が架橋された。信濃川百年史によれば、1970年代にこの木橋は長野県管理で重量制限は1 t（トン）で木橋脚が34本あった。
1949年（昭和24年）8月31日にキティ台風のため、流失。
長野県の千曲川にかかる橋の中ではもっとも遅くまで木橋として残されていたが、1990年（平成2年）10月に鋼橋となった。旧橋は、1990年（平成2年）末に撤去された。